# Station Cikaum
Cikaum is een spoorwegstation in Subang, West-Java, Indonesië.

## Bestemmingen
- Tegal Arum: naar Station Jakarta Kota en Station Tegal
- Tawang Jaya: naar Station Tanahabang en Station Semarang Poncol
- Kutojaya Utara: naar Station Tanahabang en Station Kutoarjo
- Progo: naar Station Pasar Senen en Station Lempuyangan
- Senja Bengawan: naar Station Tanahabang en Station Solo Jebres
- Brantas: naar Station Tanahabang en Station Kediri
- Kertajaya: naar Station Pasar Senen en Station Surabaya Pasarturi
- Gaya Baru Malam Selatan: naar Station Jakarta Kota en Station Surabaya Gubeng